# Burgstall Rameck
Der Burgstall Rameck, auch Romegg genannt, ist eine abgegangene spätmittelalterliche Höhenburg auf 612 m ü. NHN in dem Weiler Rameck (Ramecker Straße 1) der Gemeinde Huglfing im Landkreis Weilheim-Schongau in Bayern.
Die von den Herren von Huglfing und Rameck erbaute Burg wurde 1300 bis 1467 erwähnt und war später im Besitz des Klosters Polling. In der zweiten Hälfte des 18. Jahrhunderts wurde ein vermutlich schlossartiger Neubau errichtet. Heute ist die Stelle als Bodendenkmal D-1-8232-0047 „Burgstall des späten Mittelalters und der frühen Neuzeit (‚Rameck‘)“ vom Bayerischen Landesamt für Denkmalpflege erfasst.
Von der ehemaligen Burganlage ist heute noch ein langgestrecktes Wirtschaftsgebäude mit Wohnteil erhalten.